# 梅蘇拉多河

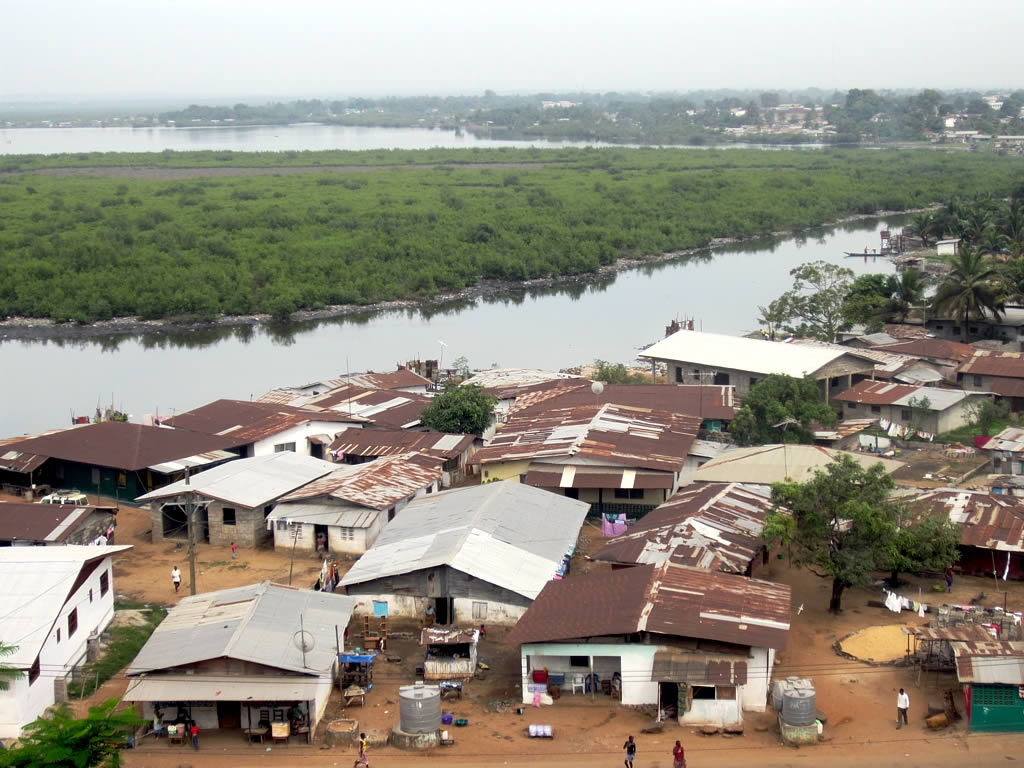
利比里亞蒙羅維亞的梅蘇拉多河。

梅蘇拉多河（Mesurado River）是西非國家利比里亞的河流，河道全長25公里，發源自首都蒙羅維亞以東，最終注入大西洋，下游部分紅樹林地區屬於自然保護區範圍。
6°19′03″N 10°47′53″W / 6.3176°N 10.798°W